# Bursa granularis
Bursa granularis là một loài ốc biển, là động vật thân mềm chân bụng sống ở biển trong họ Bursidae.

## Miêu tả

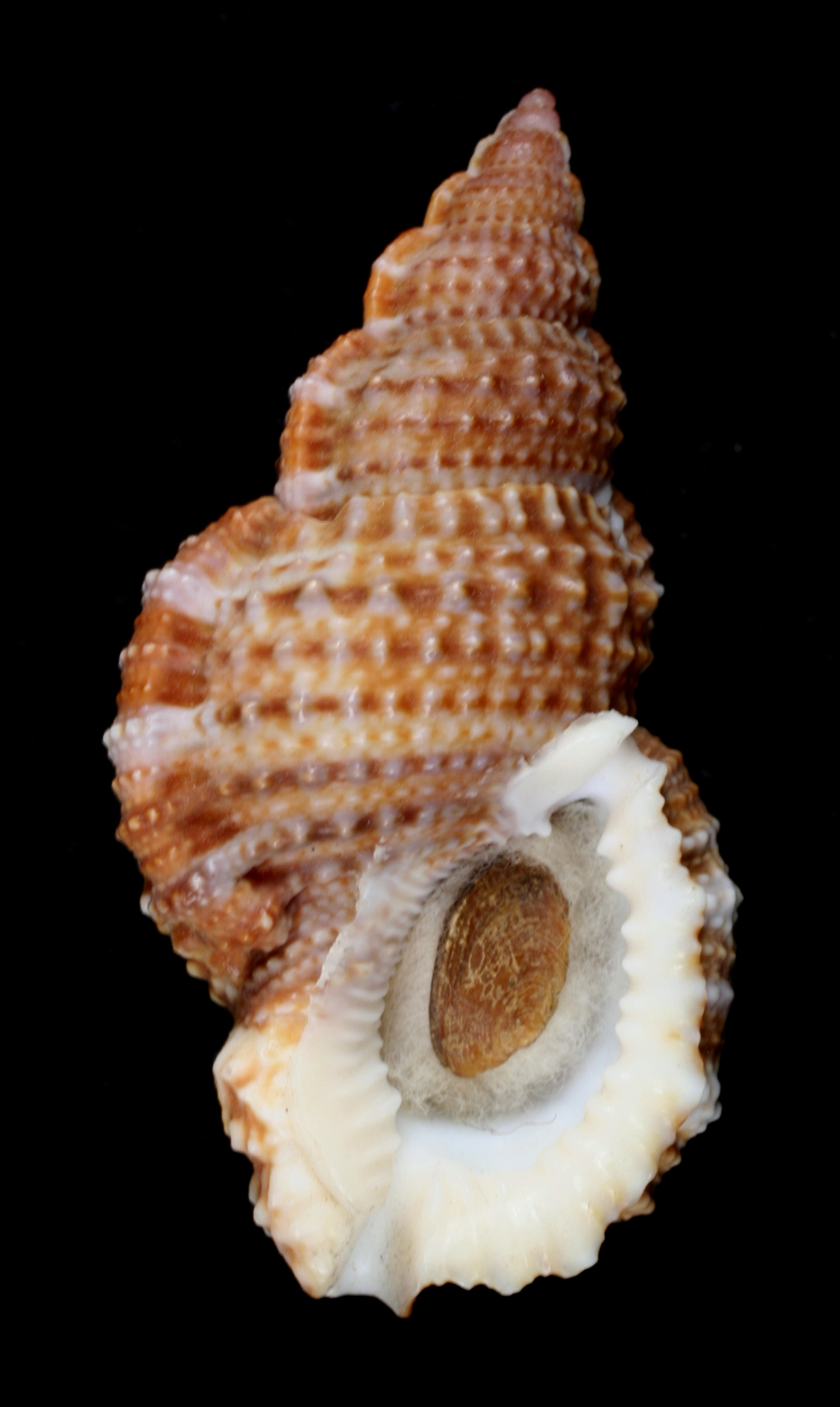
Apertural view of Bursa granularis (Röding, 1798) with operculum.

Độ dài vỏ lớn nhất ghi nhận được là 65 mm.

## Môi trường sống
Độ sâu nhỏ nhất ghi nhận được là 0 m. Độ sâu lớn nhất ghi nhận được là 256 m.